# William Farrar Smith
William Farrar Smith, född den 17 februari 1824 i Saint Albans, Vermont, död den 28 februari 1903 i Philadelphia, var en amerikansk general.
Smith blev officer i USA:s armé 1845, anlitades på 1850-talet som kapten i ingenjörkåren vid fyrbyggnader och blev efter inbördeskrigets utbrott 1861 överste för ett regemente frivilliga från Vermont. Han blev i augusti samma år brigadgeneral och juli 1862 generalmajor vid de frivilliga och ledde med stor tapperhet en division i slaget vid Antietam (16-17 september 1862). Han anförde 6:e armékåren i Potomacarmén vid Fredericksburg (13 december samma år), fråntogs efter nederlaget sin grad och sitt befäl av general Burnside samt hade hösten 1863 som chef för Cumberlandarméns ingenjörtrupper (med brigadgenerals rang) hedrande andel i de operationer, som möjliggjorde Grants seger vid Chattanooga. Han återfick därpå sin generalmajors grad, deltog 1864 i Grants fälttåg i Virginia och avgick 1867 ur militärtjänst. På 1870-talet tillhörde Smith polisbefälet i New York, och från 1881 verkade han som civilingenjör.